# Frédéric de Namur
Frédéric de Namur est prince-évêque de Liège du 23 avril 1119 au 27 mai 1121.

## Famille
Fils du comte Albert III de Namur (vers 1064-1102) et de Ide, veuve du duc de Basse-Lotharingie (1046-1065) Frédéric de Luxembourg. 

## Biographie
Destiné à une carrière ecclésiastique, Frédéric devient d'abord chanoine puis de 1095 à 1119 archidiacre et grand prévôt de la cathédrale Saint-Lambert de Liège. 
Godefroid Ier, comte de Louvain entre en conflit avec Otbert, évêque de Liège, à propos du comté de Brunengeruz que les deux personnages réclamaient. En 1099, l'empereur Henri IV alloue le comté à son plus proche soutien, en la personne de l'évêque, qui le confie à Albert III, comte de Namur.
Après la mort de l'évêque Otbert, Frédéric de Namur est candidat pour lui succéder en 1119, mais c'est finalement son concurrent Alexandre de Juliers qui est élu. Parce qu'il avait payé 7 000 livres à l'empereur Henri V pour être nommé prince-évêque, l'archevêque de Cologne, Frédéric de Schwarzenburg, refuse de consacrer Alexandre comme évêque, disant qu'il s'est rendu coupable de simonie. En conséquence, Frédéric est ordonné archevêque de Liège, confronté à l'animosité ouverte des partisans d'Alexandre, dont le comte de Louvain, Godefroid.
Frédéric de Namur meurt en mai 1121. Après sa mort, des rumeurs circulent selon lesquelles il a été empoisonné sur ordre du comte Godefroid de Louvain.